# Semegnjevo
Semegnjevo (en serbe cyrillique : Семегњево) est un village de Serbie situé dans la municipalité de Čajetina, district de Zlatibor. Au recensement de 2011, il comptait 185 habitants.

## Démographie
| 1948 | 1953 | 1961 | 1971 | 1981 | 1991 | 2002 | 2011 |
| ---- | ---- | ---- | ---- | ---- | ---- | ---- | ---- |
| 844  | 925  | 888  | 850  | 592  | 416  | 300  | 185  |

|  |